# رضا اوتادی
رضا اوتادی (زاده: ۱۳۷۱ مرگ: جمعه ۱۲ مرداد ۱۳۹۷) یک جوان معترض ایرانی بود که در جریان تظاهرات مرداد ۱۳۹۷ ایران در خیابان به ضرب گلوله کشته شد. وی از بازاریان اهل گوهردشت کرج بود و در زمان مرگ ۲۶ سال داشت.
خبرگزاری تسنیم نزدیک به نهادهای امنیتی، روز یک‌شنبه ۱۴ مرداد از قول حاجی‌رضا شاکرمی (دادستان وقت کرج) مدعی شده‌است که اوتادی، با شلیک تیری از سوی تجمع‌کنندگان کشته شده‌است. دادستان کرج به نام این جوان اشاره نکرده، اما اندکی بعد برخی از کاربران شبکه‌های اجتماعی از کشته شدن یک جوان به نام رضا اوتادی توسط مأموران ضد شورش در اعتراض‌های گوهردشت کرج خبر داده‌اند. از سوی دیگر برخی منابع حقوق بشری، از قول یکی از نزدیکان اوتادی مدعی شدند که وی با ضرب گلوله نیروی‌های امنیتی نظام به قتل رسیده‌است. به گفته رادیو زمانه پلیس امنیت خانواده اوتادی را تهدید کرده‌است که دربارهٔ کشته شدن او با رسانه‌ها گفتگو نکنند. از این رو تنها به خواهر وی اجازه تأیید هویت داده‌اند و چون از قول مقامات «یک شورشی» بوده پیکر را به خانواده تحویل نداده‌اند. درحالی‌که که این اولین بار نیست که مقامات امنیتی و قضایی جمهوری اسلامی کشته شدن افراد در جریان اعتراضات را به تجمع‌کنندگان و معترضان نسبت می‌دهند.
در مردادماه ۱۳۹۷، گوهردشت کرج از جمله محل‌هایی بود که تجمع‌های اعتراضی در آن رخ داده‌است. برخی از کاربران شبکه‌های اجتماعی از ایجاد ایست و بازرسی در مسیرهای منتهی به این منطقه خبر داده‌اند. پس از اعتراضات سراسری ۱۳۹۶ ایران در سال قبل، دور جدید اعتراض‌ها از محله شاهپور جدید شهر اصفهان و چند شهر دیگر روز سه‌شنبه ۹ مرداد آغاز شد. راهپیمایان به گرانی و نابه‌سامانی اقتصادی و بیکاری اعتراض داشته و شعارهایِ تندی علیه نظام مستقر در ایران و مقامات ارشد جمهوری اسلامی از جمله مقام رهبری سر داده‌اند. مقامات جمهوری اسلامی، این اعتراضات را به عوامل خارجی نسبت داده‌اند و عبدالرضا رحمانی‌فضلی، وزیر کشور گفته‌است که این تجمعات «اثرگذار» نیست.

## زندگی
رضا اوتادی فرزند محمدحسین اوتادی در زمان مرگ ۲۶ سال داشت و متأهل بود. او از بازاریان اهل گوهردشت بود که به حرفه فروشندگی لوازم چوبی مشغول بود. وی یکی از چهار پسر و پنج فرزند خانواده اوتادی بود.

## مرگ
یکی از نزدیکان رضا اوتادی در گفتگویی که با تارنمای خبری ایران وایر داشته گفته‌است: «رضا ۲۵ساله و فروشنده لوازم چوبی بود. اهل اعتراض و حضور در تجمعات نبود. خانواده رضا برای سفر به شمال رفته بودند و در غیاب او برادرش برای اعتراض به وضعیت اقتصادی به معترضان پیوسته بود. وقتی برادر رضا در برگشت به خانه دیر کرد او از خانه بیرون رفته و درمیان جمعیت به دنبال برادرش می‌گردد که مأموران او را با تیر می‌زنند. از صبح روز ۱۳ مرداد که خانواده اش خبر کشته شدن رضا را شنیده‌اند به پزشک قانونی مراجعه کرده‌اند اما تا این لحظه که من با شما صحبت می‌کنم مقامات امنیتی از تحویل پیکر رضا به خانواده جلوگیری کرده‌اند.»
ایران وایر به نقل از یک منبع آگاهی که به دلیل امنیت شخصی‌اش نخواست نامش فاش شود نوشته‌است که مقامات امنیتی به خانواده رضا اوتادی گفته‌اند چون او در اعتراضات کشته شده جنازه اش را تحویل نمی‌دهیم، از سوی دیگر پلیس می‌گوید کشته شدن رضا، کار مأموران نیست و احتمالاً او با کسی خصومت شخصی داشته و به این دلیل به او شلیک شده‌است. اما نزدیکان وی این ادعا را رد کرده‌اند.
رسانه صدای آمریکا مدعی شد که تردیدهای جدی در مورد ادعای مقامات مبنی بر تیراندازی به رضا اوتادی از میان جمعیت وجود دارد. این رسانه نوشت که در پی کشته شدن این جوان ۲۶ ساله، برخی از کاربران شبکه‌های اجتماعی از کشته شدن او در پی شلیک نیروهای ضدشورش خبر دادند. برخی سایت‌های وابسته به مخالفان حکومت ایران می‌گویند مقامات بسیج تلاش کردند ابتدا او را از نیروهای خود و قربانی حمله معترضان معرفی کنند اما با مقاومت خانواده او روبرو شدند.
برخی از منابع حقوق‌بشری از قول نزدیکان رضا اوتادی گزارش دادند که او به ضرب گلوله نیروهای امنیتی به قتل رسیده‌است. معترضان و مخالفان حکومت ایران در شبکه‌های اجتماعی نیروهای حکومتی را عامل شلیک به رضا اوتادی معرفی کرده‌اند. این در حالی است که دادستان کرج می‌گوید این فرد با اسلحه ای که تجمع کنندگان در دست داشته‌اند و با شلیک از پشت سر کشته شده‌است. رضا شاکرمی دادستان وقت کرج گفته بود: «تیری از سوی تجمع کنندگان به جوانی که بین آنها بوده شلیک شده‌است.» او مدعی شده‌است که تعدادی تیر هم به سوی مأموران حاضر در محل شلیک شده‌است.

### ادعای قتل با سلاح جنگی
در تاریخ چهارشنبه ۱۷ مرداد ۱۳۹۷، محمدرضا مقیمی در مصاحبه خبرگزاری تسنیم وابسته به نهاهای امنیتی، مدعی شد که آزمایش‌های اسلحه‌شناسی در این پرونده تکمیل شده‌است و با توجه به نتایج به دست‌آمده از این آزمایش‌ها به این نتیجه رسیده‌اند که سلاح استفاده شده در قتل این شهروند، جزو سلاح‌هایی نبوده که نیروی انتظامی از آنها استفاده می‌کند. رئیس پلیس آگاهی ناجا اظهار داشت که بر اساس آنچه که وی «شواهد موجود» خواند، سلاح به کار رفته در این ماجرا جزو «سلاح‌های جنگی» بوده‌است.

### دیدار مسئولان کرج با خانواده اوتادی
خبرگزاری فارس، نزدیک به سپاه پاسداران، روز دوشنبه ۱۵ مرداد ۱۳۹۷ خبری مبنی بر دیدار مسئولان محلی شهر کرج با خانواده رضا اوتادی منتشر کرد. در این خبر ذکر شد که خانواده اوتادی تنها به دنبال مشخص شدن هویت قاتل فرزندشان هستند. فرماندار کرج و آخوند جماعت مسجد محل، از جمله دیدار کنندگان با خانواده اوتادی بود. با این حال این خبرگزاری از قول خانواده اوتادی مدعی شد که این معترض و خانواده‌اش مشکلی با نظام و انقلاب نداشته و تنها به دنبال هویت قاتل فرزندشان هستند. خبرگزاری فارس از این اعتراضات تحت عنوان «اغتشاشات» یادکرد.

### مراسم یادبود
سه روز پس از کشته شدن رضا اوتادی، مراسم یادبودی از سوی خانواده او برگزار شد. این مراسم سه شنبه ۱۶ مرداد ۱۳۹۷ برگزار شد.

## واکنش‌ها
- رضا پهلوی، فعال سیاسی و ولیعهد پیشین ایران، در تاریخ ۲۵ مرداد ۱۳۹۷ طی یادداشتی نسبت به مرگ رضا اوتادی واکنش نشان داد. پهلوی در گوشه‌ای از این یادداشت که در روزنامه وال‌استریت ژورنال انعکاس یافت، اظهار کرد: «اطلاعات زیادی دربارهٔ رضا اوتادی در دسترس نیست. می‌دانیم که مغازه‌دار بود و نامزد کرده بود. در صفحه توئیترش که فقط یک بار در آن توئیت کرد در روز اول خرداد نوشت: «تغییر رژیم ایران؛ برای آزادی، زندگی بهتر، آرامش، امنیت اقتصادی و روانی، خنده‌های بدون استرس.» در این تنها توئیتِ غم‌انگیز ولی مصمم، رضا اوتادی خواست اساسی یک ملت را ثبت کرد. او شاید این را می‌دانست و نیازی ندید که بیشتر از این بگوید.»[۱۱]